# Giuseppe Maria da Palermo
Giuseppe Maria da Palermo, al secolo Vincenzo Diliberto (Palermo, 1º febbraio 1864 – Sortino, 1º gennaio 1886), è stato un religioso italiano dell'Ordine dei frati minori cappuccini, proclamato servo di Dio dalla Chiesa cattolica.

## Biografia
Nacque a Palermo il 1 febbraio 1864 da Nicolò, ingegnere del genio civile, e da Rosa, casalinga. Ricevette la prima comunione, nel 1871, a sette anni, nella chiesa di San Francesco d’Assisi. La morte prematura della madre, quando Vincenzo aveva solo undici anni, contribuì ad accentuarne il carattere irrequieto. Il padre fece invano ricorso ad alcuni prestigiosi collegi della città da uno dei quali, l’Istituto Randazzo, venne definitivamente espulso per cattiva condotta, etichettato come spirito ribelle ed incorreggibile. A quindici anni, dopo un lento lavorio interiore, grazie all’amicizia e alla direzione spirituale, sperimentate nel Collegio San Rocco, Vincenzo iniziò un graduale cammino di “conversione”.  All’apatia e alle monellerie sostituì le pratiche di pietà che avevano come culmine la frequenza dei sacramenti e, in modo particolare, l’adorazione del Santissimo Sacramento, tanto da diventare un alunno modello.
Ben presto avvertì il desiderio di abbracciare la vita sacerdotale, pertanto, ottenuto il benestare paterno, il 5 giugno 1881 fece ingresso nel Seminario Arcivescovile di Palermo, preceduto dalla fama di “convertito”. Durante i quattro anni di permanenza in Seminario, in Vincenzo si accrebbe l'amore per l'Eucaristia al punto da escogitare, attraverso un gioco di specchi, di poter vedere il tabernacolo dall’auletta di fisica e potere così sostare in preghiera giorno e notte, sfuggendo a sguardi curiosi. Il 31 agosto 1884, l'ormai ventenne seminarista, si ritirò, su consiglio del suo confessore e direttore spirituale, per due mesi nella solitudine del convento francescano di Baida, allora disabitato, in vista della scelta di un Ordine religioso, in cui vivere in pienezza la sua donazione al Signore. Al ritorno da Baida, l'incontro con un giovane frate cappuccino, reduce dall’anno di noviziato nel convento di Sortino, pose fine ai suoi dubbi, scegliendo l'Ordine dei Frati Minori Cappuccini. 
Dopo un'iniziale resistenza del padre, ottenuto il suo permesso, Vincenzo, nel gennaio del 1885, partì con il fratello Silvestro alla volta di Sortino. Accolto dal Ministro Provinciale padre Eugenio Scamporlino, il 14 febbraio 1885 ricevette l’abito del novizio cappuccino e il nome nuovo: "fra Giuseppe Maria da Palermo", iniziando così l’anno di prova. In una lettera al padre, fra Giuseppe non nascose la sua “gioia più grande” nell’indossare l’abito della povertà e nel praticare tutte le osservanze che erano richieste in un noviziato cappuccino. Il tenore di vita austero entrò presto in rotta di collisione con la salute del giovane che accusò, già nel mese di novembre del 1885, i sintomi inequivocabili della polmonite che l’avrebbe condotto, in breve tempo, alla morte.
Fra Giuseppe Maria da Palermo morì a Sortino, nel convento-noviziato dei cappuccini, alle ore 0:30 del 1 gennaio 1886.

## Dopo la morte
La notizia della morte, in fama di santità, del giovane novizio cappuccino palermitano si diffuse rapidamente e, in tanti accorsero, prima in convento e poi nella chiesa, per manifestargli la propria devozione. Il corpo di fra Giuseppe Maria rimase esposto per tre giorni. Domenica 3 gennaio 1886 la venerata salma fu accompagnata dai frati, dal clero e dalla folla al cimitero cittadino e lunedì 4 gennaio si procedette alla sepoltura nella tomba dei cappuccini. Soltanto dal 21 ottobre del 1928, i resti mortali del novizio in fama di santità riposano nella chiesa del convento dei cappuccini a Sortino, con l’autorizzazione della competente Congregazione romana dei Riti..

## Causa di beatificazione
Visto il perdurare della fama sanctitatis del giovane novizio fra Giuseppe Maria da Palermo, tra il 1890 e il 1908 si svolse tra Palermo e Siracusa (diocesi della nascita e della morte del servo di Dio) il processo informativo che si chiuse nel 1913. Il 13 maggio 1914 papa Pio X dava il nulla osta per l’introduzione della causa con il processo apostolico, svolto tra il 1914 e il 1924. Dopo un lungo periodo di stasi, nel 2001, la Congregazione delle Cause dei Santi nominò il relatore per la stesura della Positio super virtutibus. Il 3 marzo 2013, a cura dell'Arcidiocesi di Siracusa, è stata avviata su richiesta della Congregazione delle Cause dei Santi, una Inchiesta suppletiva circa la continuità della fama di santità del servo di Dio che si è conclusa, con la riunione e la relazione finale del Tribunale diocesano, alla presenza dell'Arcivescovo Salvatore Pappalardo, il 10 maggio 2016.  Il 17 febbraio 2017 la Congregazione delle Cause dei Santi ha emesso il Decreto di Validità giuridica dell’Inchiesta. L'attuale relatore della Causa è il cappuccino p. Vincenzo Criscuolo.